# International Champions Cup 2014
Navigation
Édition précédente Édition suivante
L'International Champions Cup 2014 est la deuxième édition du tournoi de pré-saison. Huit clubs européens s'y affrontent dans un mini-championnat à 4 équipes afin d'accéder à la finale. Ce tournoi se déroule du 24 juillet au 4 août 2014 dans différentes villes des États-Unis ainsi qu'au Canada.

## Participants
| Équipe            | Récents résultats continentaux et nationaux                                          | Association | Ligue              |
| ----------------- | ------------------------------------------------------------------------------------ | ----------- | ------------------ |
| Real Madrid       | Vainqueur de la Coupe du Roi 2013-2014 Vainqueur de la Ligue des champions 2013-2014 | UEFA        | Liga BBVA          |
| Olympiakós        | Champions de Superleague Elláda 2013-2014                                            | UEFA        | Superleague Elláda |
| Manchester City   | Champions de Premier League 2013-2014                                                | UEFA        | Premier League     |
| Liverpool FC      | 2e en Premier League 2013-2014                                                       | UEFA        | Premier League     |
| Manchester United | 7e en Premier League 2013-2014                                                       | UEFA        | Premier League     |
| AS Roma           | 2e en Serie A 2013-2014                                                              | UEFA        | Serie A            |
| Inter Milan       | 5e en Serie A 2013-2014                                                              | UEFA        | Serie A            |
| AC Milan          | 8e en Serie A 2013-2014                                                              | UEFA        | Serie A            |

## Stades
| États-Unis                          | États-Unis                    | États-Unis                   | États-Unis                   | États-Unis                   | États-Unis                       |
| Denver                              | Berkeley                      | Landover                     | Dallas                       | Philadelphie                 | Pittsburgh                       |
| ----------------------------------- | ----------------------------- | ---------------------------- | ---------------------------- | ---------------------------- | -------------------------------- |
| Sports Authority Field at Mile High | California Memorial Stadium   | FedEx Field                  | Cotton Bowl                  | Lincoln Financial Field      | Heinz Field                      |
|                                     |                               |                              |                              |                              |                                  |
| 40° 48′ 49″ N, 74° 04′ 28″ O        | 37° 45′ 16″ N, 122° 15′ 01″ O | 38° 54′ 28″ N, 78° 51′ 52″ O | 32° 46′ 47″ N, 96° 45′ 35″ O | 39° 54′ 03″ N, 75° 10′ 03″ O | 39° 28′ 28,76″ N, 0° 21′ 30,1″ O |
| Ann Arbor                           | Chicago                       | New York                     | Minneapolis                  | Charlotte                    | Miami Gardens                    |
| Michigan Stadium                    | Soldier Field                 | Yankee Stadium               | TCF Bank Stadium             | Bank of America Stadium      | Sun Life Stadium                 |
|                                     |                               |                              |                              |                              |                                  |
| 42° 15′ 57″ N, 83° 44′ 55″ O        | 41° 51′ 45″ N, 87° 37′ 00″ O  | 40° 49′ 45″ N, 73° 55′ 35″ O | 44° 58′ 34″ N, 93° 13′ 30″ O | 35° 13′ 33″ N, 80° 51′ 10″ O | 25° 57′ 29″ N, 80° 14′ 20″ O     |

| Canada                       |
| Toronto                      |
| ---------------------------- |
| BMO Field                    |
|                              |
| 43° 37′ 58″ N, 79° 25′ 07″ O |

## Format
Les huit équipes sont réparties en deux groupes de quatre équipes. Chaque équipe affronte les trois autres dans chaque poule.
Dans le cadre de cette compétition, il ne peut y avoir de match nul. Ainsi, si à la fin du temps réglementaire, les deux équipes sont à égalité, il n'y a pas de prolongation mais une séance de tirs au but pour désigner le vainqueur du match.
Lors de la phase de poule, les points pour le classement sont attribués de la sorte :
- victoire avant la fin du temps réglementaire : 3 pts
- victoire aux tirs au but : 2 pts
- défaite aux tirs au but : 1 pt
- défaite avant la fin du temps réglementaire : 0 pt.

Les vainqueurs de chaque poule s'affrontent en finale pour le gain du trophée.
En cas d'égalité de points entre deux équipes, la différence particulière, la différence de but générale et le nombre de buts marqués sont les critères de départage.

## Groupe A

### Classement
| Rang | Équipe            | Pts | J | G | Gt | Pt | P | Bp | Bc | Diff |
| ---- | ----------------- | --- | - | - | -- | -- | - | -- | -- | ---- |
| 1    | Manchester United | 8   | 3 | 2 | 1  | 0  | 0 | 6  | 3  | +3   |
| 2    | Inter Milan       | 6   | 3 | 1 | 1  | 1  | 0 | 3  | 1  | +2   |
| 3    | AS Roma           | 3   | 3 | 1 | 0  | 0  | 2 | 3  | 5  | -2   |
| 4    | Real Madrid       | 1   | 3 | 0 | 0  | 1  | 2 | 2  | 5  | -3   |

### Résultats
| 26 juillet 2014 | Manchester United                | 3 - 2 | AS Roma                       |                                                                               |                                                                               |
| 14h10 (HNR)     | Rooney 36e 44e (pen.) · Mata 39e |       | 75e Pjanić · 88e (pen.) Totti | Sports Authority Field, Denver Spectateurs : 54 116 Arbitrage : Allen Chapman | Sports Authority Field, Denver Spectateurs : 54 116 Arbitrage : Allen Chapman |
| 14h10 (HNR)     | Rapport                          |       |                               | Sports Authority Field, Denver Spectateurs : 54 116 Arbitrage : Allen Chapman | Sports Authority Field, Denver Spectateurs : 54 116 Arbitrage : Allen Chapman |

| 26 juillet 2014 | Real Madrid                                     | 1 - 1 2 - 3 t. a. b. | Inter Milan                               |                                                                                        |                                                                                        |
| 15h00 (HNP)     | Bale 10e                                        |                      | 67e (pen.) Icardi                         | California Memorial Stadium, Berkeley Spectateurs : 62 583 Arbitrage : Ricardo Salazar | California Memorial Stadium, Berkeley Spectateurs : 62 583 Arbitrage : Ricardo Salazar |
| 15h00 (HNP)     | Rapport                                         |                      |                                           | California Memorial Stadium, Berkeley Spectateurs : 62 583 Arbitrage : Ricardo Salazar | California Memorial Stadium, Berkeley Spectateurs : 62 583 Arbitrage : Ricardo Salazar |
| 15h00 (HNP)     | Isco · Lucas · Nacho · Illarramendi · Mascarell | Tirs au but 2 - 3    | Vidić · Nagatomo · M'Vila · Juan · Icardi | California Memorial Stadium, Berkeley Spectateurs : 62 583 Arbitrage : Ricardo Salazar | California Memorial Stadium, Berkeley Spectateurs : 62 583 Arbitrage : Ricardo Salazar |

| 29 juillet 2014 | Manchester United                                 | 0 - 0 5 - 3 t. a. b. | Inter Milan                          |                                                                        |                                                                        |
| 19h00 (HNE)     |                                                   |                      |                                      | FedEx Field, Landover Spectateurs : 61 238 Arbitrage : Edvin Jurisevic | FedEx Field, Landover Spectateurs : 61 238 Arbitrage : Edvin Jurisevic |
| 19h00 (HNE)     | Rapport                                           |                      |                                      | FedEx Field, Landover Spectateurs : 61 238 Arbitrage : Edvin Jurisevic | FedEx Field, Landover Spectateurs : 61 238 Arbitrage : Edvin Jurisevic |
| 19h00 (HNE)     | Young · Hernández · Cleverley · Kagawa · Fletcher | Tirs au but 5 - 3    | Guarín · M'Vila · Taïder · Andreolli | FedEx Field, Landover Spectateurs : 61 238 Arbitrage : Edvin Jurisevic | FedEx Field, Landover Spectateurs : 61 238 Arbitrage : Edvin Jurisevic |

| 29 juillet 2014 | Real Madrid | 0 - 1 | AS Roma   |                                                                   |                                                                   |
| 20h15 (HAC)     |             |       | 58e Totti | Cotton Bowl, Dallas Spectateurs : 57 512 Arbitrage : Drew Fischer | Cotton Bowl, Dallas Spectateurs : 57 512 Arbitrage : Drew Fischer |
| 20h15 (HAC)     | Rapport     |       |           | Cotton Bowl, Dallas Spectateurs : 57 512 Arbitrage : Drew Fischer | Cotton Bowl, Dallas Spectateurs : 57 512 Arbitrage : Drew Fischer |

| 2 août 2014 | Inter Milan              | 2 - 0 | AS Roma |                                                                                     |                                                                                     |
| 13h00 (HNE) | Vidić 45e · Nagatomo 69e |       |         | Lincoln Financial Field, Philadelphie Spectateurs : 12 169 Arbitrage : Geoff Gamble | Lincoln Financial Field, Philadelphie Spectateurs : 12 169 Arbitrage : Geoff Gamble |
| 13h00 (HNE) | Rapport                  |       |         | Lincoln Financial Field, Philadelphie Spectateurs : 12 169 Arbitrage : Geoff Gamble | Lincoln Financial Field, Philadelphie Spectateurs : 12 169 Arbitrage : Geoff Gamble |

| 2 août 2014 | Manchester United             | 3 - 1 | Real Madrid     |                                                                               |                                                                               |
| 16h06 (HNE) | Young 21e 37e · Hernández 80e |       | 27e (pen.) Bale | Michigan Stadium, Ann Arbor Spectateurs : 109 318 Arbitrage : Hilario Grajeda | Michigan Stadium, Ann Arbor Spectateurs : 109 318 Arbitrage : Hilario Grajeda |
| 16h06 (HNE) | Rapport                       |       |                 | Michigan Stadium, Ann Arbor Spectateurs : 109 318 Arbitrage : Hilario Grajeda | Michigan Stadium, Ann Arbor Spectateurs : 109 318 Arbitrage : Hilario Grajeda |

## Groupe B

### Classement
| Rang | Équipe          | Pts | J | G | Gt | Pt | P | Bp | Bc | Diff |
| ---- | --------------- | --- | - | - | -- | -- | - | -- | -- | ---- |
| 1    | Liverpool FC    | 8   | 3 | 2 | 1  | 0  | 0 | 5  | 2  | +3   |
| 2    | Olympiakós      | 5   | 3 | 1 | 1  | 0  | 1 | 5  | 3  | +2   |
| 3    | Manchester City | 5   | 3 | 1 | 0  | 2  | 0 | 9  | 5  | +4   |
| 4    | AC Milan        | 0   | 3 | 0 | 0  | 0  | 3 | 1  | 10 | -9   |

### Résultats
| 24 juillet 2014 | Olympiakós                                        | 3 - 0 | AC Milan |                                                                     |                                                                     |
| 20h00 (HNE)     | Domínguez 16e · Diamantákos 49e · Bouchalákis 78e |       |          | BMO Field, Toronto Spectateurs : 10 603 Arbitrage : Silviu Petrescu | BMO Field, Toronto Spectateurs : 10 603 Arbitrage : Silviu Petrescu |
| 20h00 (HNE)     | Rapport                                           |       |          | BMO Field, Toronto Spectateurs : 10 603 Arbitrage : Silviu Petrescu | BMO Field, Toronto Spectateurs : 10 603 Arbitrage : Silviu Petrescu |

| 27 juillet 2014 | AC Milan           | 1 - 5 | Manchester City                                                      |                                                                     |                                                                     |
| 16h00 (HNE)     | Sulley Muntari 42e |       | 11e Jovetić · 13e Sinclair · 23e Navas · 26e Iheanacho · 58e Jovetić | Heinz Field, Pittsburgh Spectateurs : 34 347 Arbitrage : Villarreal | Heinz Field, Pittsburgh Spectateurs : 34 347 Arbitrage : Villarreal |
| 16h00 (HNE)     | Rapport            |       |                                                                      | Heinz Field, Pittsburgh Spectateurs : 34 347 Arbitrage : Villarreal | Heinz Field, Pittsburgh Spectateurs : 34 347 Arbitrage : Villarreal |

| 27 juillet 2014 | Liverpool FC | 1 - 0 | Olympiakós |                                                                            |                                                                            |
| 17h00 (HAC)     | Sterling 5e  |       |            | Soldier Field, Chicago Spectateurs : 36 170 Arbitrage : Jose Carlos Rivero | Soldier Field, Chicago Spectateurs : 36 170 Arbitrage : Jose Carlos Rivero |
| 17h00 (HAC)     | Rapport      |       |            | Soldier Field, Chicago Spectateurs : 36 170 Arbitrage : Jose Carlos Rivero | Soldier Field, Chicago Spectateurs : 36 170 Arbitrage : Jose Carlos Rivero |

| 30 juillet 2014 | Manchester City                       | 2 - 2 1 - 3 t. a. b. | Liverpool FC                           |                                                                           |                                                                           |
| 19h00 (EDT)     | Jovetić 53e 67e                       |                      | 60e Henderson · 85e Sterling           | Yankee Stadium, New York Spectateurs : 49 653 Arbitrage : Silviu Petrescu | Yankee Stadium, New York Spectateurs : 49 653 Arbitrage : Silviu Petrescu |
| 19h00 (EDT)     | Rapport                               |                      |                                        | Yankee Stadium, New York Spectateurs : 49 653 Arbitrage : Silviu Petrescu | Yankee Stadium, New York Spectateurs : 49 653 Arbitrage : Silviu Petrescu |
| 19h00 (EDT)     | Kolarov · Y.Touré · Navas · Iheanacho | Tirs au but 1 - 3    | Sturridge · Can · Henderson · L. Leiva | Yankee Stadium, New York Spectateurs : 49 653 Arbitrage : Silviu Petrescu | Yankee Stadium, New York Spectateurs : 49 653 Arbitrage : Silviu Petrescu |

| 2 août 2014 | Manchester City                                                         | 2 - 2 4 - 5 t. a. b. | Olympiakós                                                                            |                                                                              |                                                                              |
| 14h00 (HAC) | Jovetić 35e · Kolarov 53e (pen.)                                        |                      | 37e, 66e Diamantakos                                                                  | TCF Bank Stadium, Minneapolis Spectateurs : 34 047 Arbitrage : Fotis Bazakos | TCF Bank Stadium, Minneapolis Spectateurs : 34 047 Arbitrage : Fotis Bazakos |
| 14h00 (HAC) | Rapport                                                                 |                      |                                                                                       | TCF Bank Stadium, Minneapolis Spectateurs : 34 047 Arbitrage : Fotis Bazakos | TCF Bank Stadium, Minneapolis Spectateurs : 34 047 Arbitrage : Fotis Bazakos |
| 14h00 (HAC) | D. Silva · Kolarov · Milner · Sinclair · Zuculini · Guidetti · Richards | Tirs au but 4 - 5    | Lykogiánnis · Dossevi · Kolovós · Ghazarian · Papadópoulos · Bouchalakis · Papázoglou | TCF Bank Stadium, Minneapolis Spectateurs : 34 047 Arbitrage : Fotis Bazakos | TCF Bank Stadium, Minneapolis Spectateurs : 34 047 Arbitrage : Fotis Bazakos |

| 2 août 2014 | AC Milan | 0 - 2 | Liverpool FC         |                                                                                  |                                                                                  |
| 18h30 (EDT) |          |       | Allen 17e · Suso 89e | Bank of America Stadium, Charlotte Spectateurs : 69 364 Arbitrage : David Gantar | Bank of America Stadium, Charlotte Spectateurs : 69 364 Arbitrage : David Gantar |
| 18h30 (EDT) | Rapport  |       |                      | Bank of America Stadium, Charlotte Spectateurs : 69 364 Arbitrage : David Gantar | Bank of America Stadium, Charlotte Spectateurs : 69 364 Arbitrage : David Gantar |

## Finale
| 4 août 2014 | Manchester United                   | 3 - 1 | Liverpool FC       | Sun Life Stadium, Miami                      |                                              |
| 20h00 (EDT) | Rooney 55e · Mata 57e · Lingard 88e |       | 14e (pen.) Gerrard | Spectateurs : 51 104 Arbitrage : Mark Geiger | Spectateurs : 51 104 Arbitrage : Mark Geiger |
| 20h00 (EDT) | Rapport                             |       |                    | Spectateurs : 51 104 Arbitrage : Mark Geiger | Spectateurs : 51 104 Arbitrage : Mark Geiger |